# Moupin-Pfeifhase
Der Moupin-Pfeifhase, Tibetische Pfeifhase oder Tibet-Pfeifhase (Ochotona thibetana) ist eine Säugetierart aus der Familie der Pfeifhasen (Ochotonidae) innerhalb der Hasenartigen (Lagomorpha). Ihr Verbreitungsgebiet befindet sich im Bereich des tibetischen Hochlandes und des Himalaya in Teilen der Volksrepublik China, Indien, Bhutan und dem äußersten Norden von Myanmar.

## Merkmale
Der Moupin-Pfeifhase ist ein vergleichsweise kleiner Pfeifhase mit einer Körperlänge von 14 bis 18 Zentimetern bei einem Gewicht von 72 bis 136 Gramm, damit ist er etwas größer als Ochotona cansus. Er hat im Sommer ein sandbraunes, dunkel rot- bis teebraunes oder dunkelbraunes Fell, wobei die Färbungen regional variieren können. Am Hals befindet sich ein deutlicher sandbrauner Kragen, der sich in der Mitte der Bauchseite fortsetzt. Die Bauchseite ist ansonsten mattgrau, matt graugelb, ockerfarben oder weiß. Die Ohren sind dunkelbraun mit einem schmalen, weißen Rand. Im Winter ist die Rückenfärbung mattbraun bis sandfarben. Die Ohren erreichen eine Länge von 17 bis 23 Millimeter, die Hinterfüße sind 24 bis 32 Millimeter lang und an der Unterseite leicht behaart.
Der Schädel ist in Relation zur Körpergröße vergleichsweise groß. Im Vergleich zu Ochotona cansus ist er etwas größer mit weiterem Jochbogen. Die Schneidezahn- und Gaumenfenster gehen bei dieser Art ineinander über und bilden ein gemeinsames Fenster. Die Paukenblase ist groß ausgebildet. Im Profil ist der Schädel birnenförmig und etwas breiter als der von Ochotona cansus.

## Verbreitung

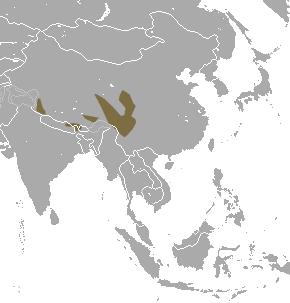
Verbreitungsgebiet des Moupin-Pfeifhasen

Der Moupin-Pfeifhase lebt im Bereich des tibetischen Hochlandes und des Himalaya in Teilen der Volksrepublik China, Indien, Bhutan und dem äußersten Norden von Myanmar. In China ist das Verbreitungsgebiet auf die Provinzen Qinghai, Yunnan, Sichuan, Gansu sowie das südliche Tibet begrenzt, in Indien kommt die Art nur mit der Untertart O. c. sikimaria im Bundesstaat Sikkim vor.
Die Höhenverbreitung der Tiere liegt normalerweise zwischen 2400 und 4100  Metern, die Art wurde jedoch auch bereits in Höhen von 1800 Metern dokumentiert.

## Lebensweise
Der Lebensraum des Moupin-Pfeifhasen besteht vor allem aus Rhododendron- und Bambus-Wäldern in moderaten Höhen bis zu Wäldern der Hochlagen sowie steinigen Flächen unter Baumbeständen. Dabei leben die Tiere in einfachen, selbst gegrabenen Bauten. Sie sind tag- und teilweise auch nachtaktiv und ernähren sich generalistisch von Pflanzenteilen, die sie wie andere Pfeifhasen zu Heuhaufen schichten.
Die Fortpflanzungszeit reicht vom April bis zum Juli. Die Weibchen bringen in dieser Zeit mehrere Würfe mit jeweils 1 bis 5 Jungtieren zur Welt.

## Systematik
Der Moupin-Pfeifhase wird als eigenständige Art den Pfeifhasen (Gattung Ochotona) und der Untergattung Ochotona zugeordnet. Historisch wurden mit dem Gansu-Pfeifhasen (Ochotona cansus), Ochotona forresti, Ochotona huangensis und dem Nubra-Pfeifhasen (Ochotona nubrica) mehrere später als eigenständige Arten anerkannte Taxa Ochotona thibetana zugeordnet.
Insgesamt werden mit der Nominatform je nach Quelle drei bis fünf Unterarten unterschieden. Dabei handelt es sich neben der Nominatform O. t. thibetana um O. t. nangqenica und O. c. sikimaria sowie teilweise zusätzlich um O. t. osgoodi und O. t. sacraria. O. t. osgoodi wurde sowohl als eigene Art beschrieben wie auch Ochotona pusilla als Unterart zugeordnet, aktuell wird der jedoch als Synonym des Forrest-Pfeifhasen (Ochotona forresti) betrachtet. Die isoliert lebenden Bestände von Ochotona sikimaria, früher auch Ochotona cansus zugeordnet, wurden 2016 nach molekularbiologischen Untersuchungen zur eigenen Art erhoben. Sie weist deutliche genetische Unterschiede zum Moupin-Pfeifhasen, dem Gansu-Pfeifhasen und dem Schwarzlippigen Pfeifhase (O. curzoniae) auf.

## Gefährdung und Schutz
Die Art wird von der International Union for Conservation of Nature and Natural Resources (IUCN) aufgrund ihres großen Verbreitungsgebietes als nicht gefährdet (least concern) eingestuft. Der Moupin-Pfeifhase gilt im größten Teil seines Verbreitungsgebietes als häufig und in Teilen des Verbreitungsgebietes, speziell in der Provinz Gansu, wird er als Schädling betrachtet und bekämpft. Als mögliche Bedrohung für die Bestände der Art wird vor allem die Entwaldung großer Gebiete in China angenommen.

## Belege
1. 1 2 3 4 5 6  Moupin pika. In: Andrew T. Smith, Yan Xie: A Guide to the Mammals of China. Princeton University Press, 2008; S. 286–287. ISBN 978-0-691-09984-2.
2. 1 2 3  Joseph A. Chapman, John E. C. Flux (Hrsg.): Rabbits, Hares and Pikas. Status Survey and Conservation Action Plan. (PDF-Datei; 10,74 MB) International Union for Conservation of Nature and Natural Resources (IUCN), Gland 1990; S. 52–53. ISBN 2-8317-0019-1.
3. 1 2 3 4 5 6  Ochotona thibetana in der Roten Liste gefährdeter Arten der IUCN 2012.2. Eingestellt von: Andrew T. Smith, A.F. Boyer, 2008. Abgerufen am 2. Januar 2012.
4. 1 2 3 4  Don E. Wilson & DeeAnn M. Reeder (Hrsg.): Ochotona (Ochotona) thibetana in Mammal Species of the World. A Taxonomic and Geographic Reference (3rd ed).
5. ↑  A.A. Lissovsky: Moupin Pika - Ochotona thibetana. In: Don E. Wilson, T.E. Lacher, Jr., Russell A. Mittermeier (Herausgeber): Handbook of the Mammals of the World: Lagomorphs and Rodents 1. (HMW, Band 6), Lynx Edicions, Barcelona 2016; S. 47. ISBN 978-84-941892-3-4
6. ↑  A.A. Lissovsky: Forrest's Pika - Ochotona forresti. In: Don E. Wilson, T.E. Lacher, Jr., Russell A. Mittermeier (Herausgeber): Handbook of the Mammals of the World: Lagomorphs and Rodents 1. (HMW, Band 6), Lynx Edicions, Barcelona 2016; S. 58. ISBN 978-84-941892-3-4
7. ↑  Nishma Dahal, Andrey A. Lissovsky, Zhenzhen Lin, Katherine Solari, Elizabeth A. Hadly, Xiangjiang Zhan, Uma Ramakrishnan: Genetics, morphology and ecology reveal a cryptic pika lineage in the Sikkim Himalaya. Molecular Phylogenetics and Evolution, 15. September 2016. DOI:10.1016/j.ympev.2016.09.015.